# 辐角
数学中，複數的辐角是指复数在复平面上对应的向量和正向实数轴所成的有向角。复数的辐角值可以是一切实数，但由于相差{\displaystyle 360^{\circ }}（即弧度{\displaystyle 2\pi }）的辐角在实际应用中没有差别，所以定义复数的辐角主值为辐角模{\displaystyle 360^{\circ }}（{\displaystyle 2\pi }）后的余数，定义取值范围在{\displaystyle 0^{\circ }}到{\displaystyle 360^{\circ }}（{\displaystyle 2\pi }）之间。复数的辐角是复数的重要性质，在不少理论中都有重要作用。

## 定义

复数辐角的直观示意图

设有非零复数{\displaystyle z\in \mathbb {C} \setminus \{0\}}，记作{\displaystyle z=x+yi}，其中的{\displaystyle x}和{\displaystyle y}为实数，那么复数{\displaystyle z}的辐角{\displaystyle \varphi }指的是使下列等式：
{\displaystyle z=x+yi={\sqrt {x^{2}+y^{2}}}(\cos \varphi +i\sin \varphi )}
成立的任何实数{\displaystyle \varphi }。直观上来说，假设非零复数{\displaystyle z}在复平面{\displaystyle O_{xy}}中对应的向量是{\displaystyle {\overrightarrow {OP}}}（右图蓝色向量），那么它的辐角是所有能够描述正实数轴到{\displaystyle {\overrightarrow {OP}}}的转角的有向角。其中有向角的正方向规定为逆时针方向。图中可以看出，相差{\displaystyle 2\pi }的倍数的角都可以是辐角。这个性质也可以从三角函数{\displaystyle \cos }和{\displaystyle \sin }是以{\displaystyle 2\pi }为周期的周期函数中推导出来。
只有非零复数才有辐角，复数{\displaystyle 0}的辐角是没有定义的。

## 辐角主值
同一个复数的辐角有无穷多个，以集合表示为{\displaystyle \{\varphi +2k\pi \,|\,k\in \mathbb {Z} \}}，而对于所有{\displaystyle \varphi _{k}=\varphi +2k\pi }，{\displaystyle \cos \varphi _{k}+i\sin \varphi _{k}}都相同，所以实际只需要以其中一个辐角为代表，此辐角称为辐角主值或主辐角，记作{\displaystyle \operatorname {Arg} (z)}。一般约定使用区间{\displaystyle (-\pi ,\pi ]}中的值作为辐角主值（也有另一种常见的约定是以区间{\displaystyle [0,2\pi )}中的值作为辐角主值）。如果复数的辐角主值是{\displaystyle \operatorname {Arg} (z)}，那么它的所有辐角值就是：
{\displaystyle \arg(z)=\{\operatorname {Arg} (z)+2k\pi \,|\,k\in \mathbb {Z} \}}
注意：也有書籍記載的 {\displaystyle \arg(z)} 和 {\displaystyle \operatorname {Arg} (z)} 定義是倒轉的。

## 辐角的计算
给定一个形如{\displaystyle z=x+yi}的非零复数，辐角主值{\displaystyle \operatorname {Arg} (z)}是将它映射到区间{\displaystyle (-\pi ,\pi ]}中的函数。辐角主值函数可以用反三角函数来描述：
{\displaystyle \operatorname {Arg} (x+yi)={\begin{cases}\arccos {\dfrac {x}{\sqrt {x^{2}+y^{2}}}}&y>0\\-\arccos {\dfrac {x}{\sqrt {x^{2}+y^{2}}}}&y<0\\0&x>0\land y=0\\\pi &x<0\land y=0\\\end{cases}}}
或者配合半角公式：
{\displaystyle \operatorname {Arg} (x+yi)={\begin{cases}2\arctan {\dfrac {y}{{\sqrt {x^{2}+y^{2}}}+x}}&y\neq 0\\0&x>0\land y=0\\\pi &x<0\land y=0\\\end{cases}}}

## 性质
复数{\displaystyle z}的一个辐角{\displaystyle \varphi \in \arg(z)}和绝对值{\displaystyle |z|}可以用来组成复数的极坐标形式：
{\displaystyle z=|z|e^{i\varphi }}。
在极坐标形式下计算，可以得到复数乘积和商的辐角的规律：
{\displaystyle \operatorname {Arg} (z_{1}z_{2})=\operatorname {Arg} (z_{1})+\operatorname {Arg} (z_{2}){\pmod {(-\pi ,\pi ]}}}
{\displaystyle \operatorname {Arg} \left({\frac {z_{1}}{z_{2}}}\right)=\operatorname {Arg} (z_{1})-\operatorname {Arg} (z_{2}){\pmod {(-\pi ,\pi ]}}}
于是对复数幂次的辐角也有：
{\displaystyle \operatorname {Arg} (z^{n})=n\operatorname {Arg} (z){\pmod {(-\pi ,\pi ]}}}
复数的共轭的辐角则满足：
{\displaystyle \operatorname {Arg} ({\overline {z}})=-\operatorname {Arg} (z){\pmod {(-\pi ,\pi ]}}}